# 千葉大学附属図書館
千葉大学附属図書館（ちばだいがくふぞくとしょかん）は、国立大学法人千葉大学によって運営される図書館。アカデミック・リンク・センター（英語: Academic Link Center）が併設され、学生の自発的な学習能力を開発することを目的に学内連携を推進している。千葉県千葉市稲毛区に所在する本館と、千葉市中央区に所在する亥鼻分館、松戸市松戸に所在する松戸分館の3館からなる。

## 本館
大学の本部が位置する西千葉キャンパスには、附属図書館の本館が所在する。現在の本館は4つの建物からなり、それぞれL棟、I棟、N棟、K棟と呼ばれる。この名称は学内公募で選ばれたもので、Learning, Investigation, Networking, Knowledge の頭文字をとっており、それぞれの建物の用途・コンセプトを表している。つなげると "LINK" となり、全館のコンセプトであるアカデミック・リンクになぞらえている。
従来の建物であるL棟とK棟が静寂を前提としたゾーンである一方、新築のN棟は全面ガラス張りの4階建てで、全館がアクティブ・ラーニング・スペースとなっている。1階にはプレゼンテーションスペースが設けられ、教職員によるショートセミナー「あかりんアワー」を定期開催している。2階以上にはホワイトボードや可動式の椅子・机などを備え、グループで対話しながら作業するための環境を整えている。うち3階には情報端末を設置して学生に開放し、4階にはガラス張りのグループ学習室4室と研究個室8室を備え、学習する姿を見る／見られることによる刺激をもたらそうとしている。
こうしたN棟の設計はラーニング・コモンズの先駆的存在と評される。ただ設計に携わった館長の竹内比呂也によると、アカデミック・リンク・センターではアクティブな空間と静寂空間の併存を重視する見地から、前者のニュアンスが強い「ラーニング・コモンズ」という表現は用いておらず、N棟とK棟との間に扉を設けずゾーニングを緩やかにするなど、自由な環境づくりを志向している。
I棟はほかの3棟から独立し、アカデミック・リンク・センターの講義室やスタジオ、センターに所属する教員の研究室などが入っている。

### 沿革（本館）

#### 1968年：旧館の建設まで
千葉大学が新制大学として発足した1949年（昭和24年）に附属図書館が設置され、翌1950年、千葉市稲毛区小中台町824番地にあった千葉陸軍高射学校跡の建物を改修して本館が開館した。1963年（昭和38年）、同じく小中台町に所在した文理学部とともに同区弥生町の東京大学生産技術研究所跡の現在地に移転し、約500坪の木造建物（生産技研から引き継いだもの）にプレハブ書庫を併設して開館した。しかし翌年以降、工学部分館、留学生部、工業短期大学部、教育学部分館、薬学部分館がそれぞれ弥生町に移転して利用者が急増すると、老朽化した本館は使用に耐えないようになり、新築の必要に迫られた。
1965年（昭和40年）夏に図書館運営委員会で計画が提議され、翌年5月に特別建設小委員会を設けて設計の検討に入った。施工は安藤建設の担当で1967年（昭和42年）10月に始まり、翌年4月に竣工、9月9日に開館した。建物は3階建てで、翌10月現在の蔵書数は11万7529冊、収容可能数は25万8000冊であった。1階は管理部門が占めて閲覧室は2階と3階にあり、幅12メートル・31段の階段を外部に設けて2階へ直接上がれるようにした。この様式は当時の大学図書館建築の流行となった。

#### 1981年：新館の建設
その後も学部の改編や学生の増加により、1979年（昭和54年）に資格面積が増加、増築工事を行うこととなった。従来の建物は研究図書館としての考慮が不十分であり、学習図書館としても座席数と視聴覚資料の視聴環境が不足、また身体障害者の利用に配慮を講じていなかったので、増築にあたっては書庫増設に加えてこれらの3点に対応することを計画した。従来の建物は旧館、この工事によって増築する部分は新館と称した。
新館はこの年の10月に運営委員会で基本設計が承認され、翌年3月に着工、1981年（昭和56年）2月16日に竣工。9月1日に使用を開始した。施工は前回と同様に安藤建設が担った。新館は4階建てで、1階と2階は旧館と廊下で結ばれた。新館は旧館よりも広い面積にわたっており、新館が学習図書館、旧館が研究図書館として利用されることを想定して建設された。

#### 2012年：リニューアル
2010年（平成22年）11月から、旧館の耐震改修と、新たに2棟の増築工事が開始され、2012年（平成24年）3月16日にリニューアルオープンした。工事の基本設計は千葉大学キャンパス整備企画室と施設環境部、実施設計は佐藤総合計画と施設環境部が担った。これをもって、従来の新館をL棟、新築建物をそれぞれI棟・N棟、従来の旧館をK棟と呼称することになった。K棟には筋交いと柱の補強を施し、L棟には電動集密書架を増設した。
リニューアルされた図書館建築は、2012年度グッドデザイン賞を受賞した。審査委員からは「大学図書館にありがちないかめしさが無い」と評価された。

### 利用（本館）
| 開館時間 \| \| 授業期間 \| 休業期間 \| \| -------- \| ----------- \| ---------- \| \| 平日 \| 8:30–22:30 \| 9:00–16:45 \| \| 土日祝日 \| 10:30–18:00 \| 休館 \| | 鉄道 - 西千葉駅（JR総武緩行線）徒歩8分 - みどり台駅（京成電鉄千葉線）徒歩8分 |            |
| | 授業期間                                                                     | 休業期間   |
| 平日 | 8:30–22:30                                                                   | 9:00–16:45 |
| 土日祝日 | 10:30–18:00                                                                  | 休館       |

## 亥鼻分館
亥鼻キャンパスには医学系の学部・研究科および附属病院などが置かれ、附属図書館の亥鼻分館が所在する。江戸時代から明治初年にかけて発行された約5,500冊からなる古医書コレクションを所蔵している。
建物は地上3階、地下1階建てで、地階と1階は研究者、2階は学生、3階は地域サービスのフロアとして位置づけられている。

### 沿革（亥鼻分館）
前身となる旧制千葉医科大学附属図書館は1926年（大正15年）に設置された。建物は1927年（昭和2年）に落成した木造2階建ての大学本館で、1階には事務部、2階に図書館のほか、学長室と会議室があった。ほかに、附属病院には専任職員1名をともなう分館があった。第二次世界大戦が激化すると、1944年（昭和19年）ごろ長野県下伊那郡大下条村に蔵書の一部を疎開させた。翌1945年（昭和20年）7月7日未明、千葉空襲にあって大学が被害を受け、図書館こそ火災を免れたものの、教室に置いていた蔵書の一部を焼失した。
戦後、千葉医科大学が千葉大学医学部として改組されると、図書館は千葉大学附属図書館医学部分館となった。亥鼻キャンパスのうち中央は臨床医学部門および附属病院が占めており、図書館は中央から東に300メートルほどの、基礎医学部門が集まる区域にあった。蔵書の増加にともない、焼け残った細菌学教室の書庫を第二書庫として用いた。1950年代後期に基礎医学部門がキャンパス西端に移転すると、西の基礎医学部門、中央の臨床医学部門・病院、東の図書館という形で施設が分散した。
図書館はその機能を発揮するうえで望ましい位置にないと考えられたため、検討のすえ西の臨床医学部門に隣接する場所へ図書館を移転することになり、1970年（昭和45年）10月に着工、翌1971年（昭和46年）3月に閲覧室など一部が竣工し、7月19日に開館。しかし当初予定されていた書庫部分の建設は実現せず不自由したうえ、1975年以降、基礎医学部門は中央へ、病院は東へ移ることが計画され、位置の問題は引き続き残ることとなった。
1978年度（昭和53年度）から医学部分館は千葉大学附属図書館亥鼻分館となり、医学部から附属図書館へ管轄が移った。これにともない、分館の対象部局は医学部、附属病院に看護学部および生物活性研究所を加えて4部局となった。
1996年（平成8年）7月、キャンパス中央部に新たな建物が落成した。実施設計は佐藤総合計画、施工建築は大林組が担当した。旧建物は厚生施設に転用されている。

### 古医書コレクション
古医書コレクションは、千葉医大の眼科学講座教授だった伊東彌恵治の手によって、1920年代から1951年（昭和26年）にかけて蒐集されたものである。第二次世界大戦中には大学が洋書を購入できなくなったため予算が余り、古医書が空襲によって失われることを惜しんで精力的に購入したことから、蒐集が進んだ。1945年（昭和20年）3月には茂原市で眼科医を営んだ千葉家から約1,000冊の寄贈を受け、戦後の1950年（昭和25年）10月には佐藤泰然から続く佐倉順天堂の佐藤家から約400冊を譲り受けている。
古書店から蒐集した和漢の医書と、名医家から寄贈を受けた和漢洋の資料を併せて、約5,500冊を数える。古医書集書の規模としては京都大学富士川文庫（富士川游蒐集）に次ぐものと目される。
医学部分館から亥鼻分館への改組から1996年の新営までの間、書庫不足によりコレクションが西千葉本館に委託された時期もあった。2008年度（平成20年度）には日本医史学会の樋口誠太郎らの活動によって目録（千葉大学附属図書館亥鼻分館古医書コレクション目録）が整備され、電子化とインターネット公開の作業も進められている。

### 利用（亥鼻分館）
| 開館時間 \| \| 授業期間 \| 休業期間 \| \| -------- \| ----------- \| ---------- \| \| 平日 \| 8:40–21:45 \| 9:00–16:45 \| \| 土日祝日 \| 10:30–20:00 \| 休館 \| | 鉄道 - 県庁前駅（千葉都市モノレール1号線）徒歩15分 - 本千葉駅（JR外房線）徒歩16分 バス - 千葉大看護学部入口（京成バス、ちばシティバス）徒歩2分 |            |
| | 授業期間 | 休業期間   |
| 平日 | 8:40–21:45 | 9:00–16:45 |
| 土日祝日 | 10:30–20:00 | 休館       |

## 松戸分館
松戸キャンパスには園芸学部・研究科が置かれ、附属図書館の松戸分館が所在する。2019年のリニューアル以降、建物は「アカデミック・リンク松戸」と呼称され、図書館に加えて松⼾地区事務課事務室および大学院園芸学研究科・園芸学部の実験室が入っている。江戸・明治期の園芸書コレクション数十点を所蔵し、電子化公開を進めている。

### 沿革（松戸分館）
園芸学部の前身である千葉農業専門学校の図書館は小規模で、館長の研究室が事務室を兼ね、閲覧室・書庫も小部屋があてられていた。1951年（昭和26年）4月、千葉大学附属図書館園芸学部分館は農業専門学校の蔵書を母体として設置され、木造平屋の弓道場を改築して稼働した。

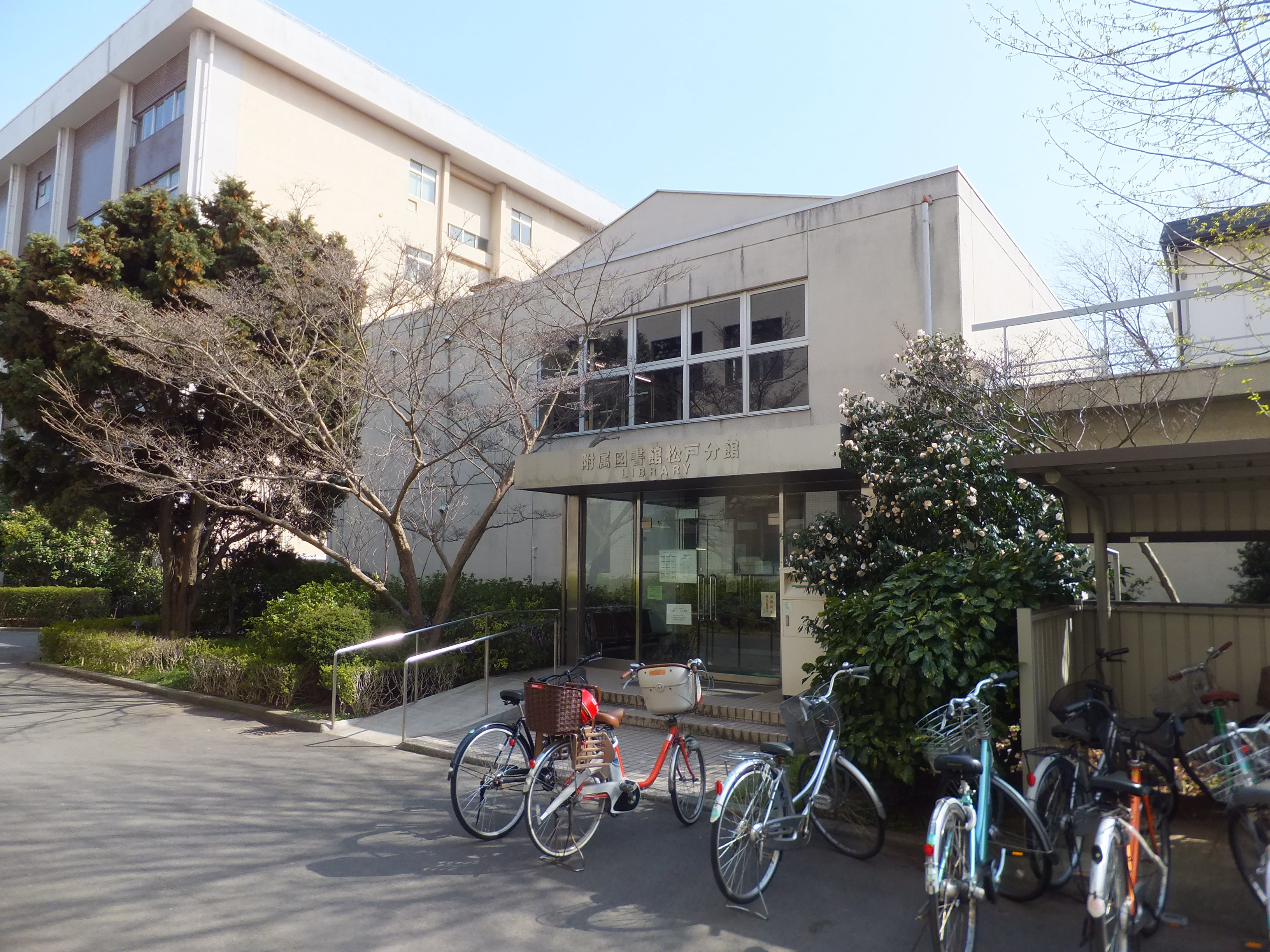
改築前（2012年）

1957年（昭和32年）9月、大学の施設統合などが協議され、園芸学部は松戸に残ることが決定したため、図書館の新館建設を含む整備事業が始動し、新館は1963年（昭和38年）4月に竣工した。建物の一部は学生ホールだったが、1973年（昭和48年）3月に閲覧室に改装され、加えてブラウジング・コーナーを新設した。
1980年（昭和55年）時点で蔵書増加にともなう建物の逼迫が指摘されていたが、西千葉本館のリニューアルから数年を経過した2016年度（平成28年度）の『附属図書館点検・評価報告書』でも、松戸分館の老朽化・狭隘化への対応が急務とされた。その折、2017年度の国立大学施設整備費補助金が松戸の図書館改築事業に交付されることが決定し、改築計画が始動した。計画については、2016年10月から2019年（平成31年）3月にかけて、園芸学部・研究科の教職員、施設環境部の職員、アカデミック・リンク・センター／附属図書館の教職員らが検討を重ねた。2017年中に基本設計・実施設計が確定、翌年1月に着工し、2019年（令和元年）7月26日に竣工、11月5日に開館。
リニューアルした複合施設は、2021年度グッドデザイン賞を受賞した。審査委員は、台地を活かし環境に重きを置いた建築を称賛した。

### 利用（松戸分館）
| 開館時間 \| \| 授業期間 \| 休業期間 \| \| -------- \| ----------- \| ---------- \| \| 平日 \| 9:00–21:00 \| 9:00–16:50 \| \| 土日祝日 \| 10:30–18:00 \| 休館 \| | 鉄道 - 松戸駅（常磐線、京成松戸線）徒歩16分 バス - 戸定歴史館（松戸新京成バス）徒歩8分 |            |
| | 授業期間                                                                               | 休業期間   |
| 平日 | 9:00–21:00                                                                             | 9:00–16:50 |
| 土日祝日 | 10:30–18:00                                                                            | 休館       |

## アカデミック・リンク・センター
アカデミック・リンク・センター（以下：ALC）は、正式には附属図書館と別の組織だが、教職員は兼任であり、事実上同一の機構となっている。コンセプトとしている「アカデミック・リンク」は、知識基盤社会を生きるうえで自発的に学びつづけることのできる学生の養成を目的としており、「コンテンツ（資料群）と学習の近接」によってそれを実現しようとしている。
アカデミック・リンクは以下の3要素からなる（米田 2012, p. 26の説明を引用）。
- アクティブ・ラーニング・スペース - ライティング・センターの機能と学習支援の機能を持たせ、能動的な学習の場を提供する
- ティーチング・ハブ - アクティブ・ラーニング・スペースにおける学習支援のための人的資源に対するサポートを行う
- コンテンツ・ラボ - 授業のコンテンツ化と、 そのコンテンツの提供を行う

### 沿革（ALC）
コンセプトのベースには、1990年代後半に附属図書館長であった土屋俊による「（仮称）総合メディアホール」構想や、附属図書館で2006年（平成18年）に発足した「リエゾン・ライブラリアン・プロジェクト」がある。リエゾン・ライブラリアンは、教員と図書館との間の橋渡しを担う図書館員であり、専門知識を重視するサブジェクト・ライブラリアンに対する概念である。2006年3月に附属図書館の職員が米国の大学図書館を歴訪し、リエゾン・ライブラリアンの実態を調査したうえで、10月にプロジェクトが始動した。このプロジェクトでは、普遍教育（教養教育）の授業と連携して情報資源案内：パスファインダーを作成・公開し、学生による情報の収集活用技能を向上させることを目指した。パスファインダーは2008年度（平成20年度）から「授業資料ナビゲータ」と称されており、対象科目が漸を追って拡大している。
アカデミック・リンク構想が具体化したのは、2007年（平成19年）に館長に就任した西村靖敬の時代だった。2008年12月の中央教育審議会答申「学士課程教育の構築に向けて」では大学への社会的諸要請が提示されたが、アカデミック・リンクはこれに対するひとつの回答として示されたコンセプトでもある。2011年（平成23年）4月1日にALCを設置、館長兼初代センター長に竹内比呂也が就任。当初は4年間という時限つきの設置であった。2012年（平成24年）、西千葉本館の改築が完了し、「アカデミック・リンク・センター／附属図書館」としてリニューアルオープンした。同年7月には亥鼻・松戸分館にもアクティブ・ラーニングスペースを設置した。
時限の4年間を満了した2014年度（平成26年度）の外部評価委員会（鈴木典比古委員長、田村俊作副委員長、山内祐平委員、山田礼子委員）からは、ALCがこの4年間で「素晴らしい活動を行い、望みうる最大の成果を上げた」「日本の大学を代表する新しい学習環境モデル、指標」と総評された。その上で、充実した西千葉本館に対して抜本的な策が打たれていない亥鼻・松戸分館の環境の改善などが課題として指摘された。とくに老朽・狭隘化の進行が喫緊の課題であった松戸分館についてはかねてから概算要求が繰り返されており、2019年にリニューアルが実現した。

## 電子化の進展
千葉大学附属図書館では1979年（昭和54年）にコンピュータを導入し、貸出処理および雑誌処理を開始。この時期、すでに図書館におけるコンピュータの活用については先行事例があり、システムの参考・移植が可能ではあったが、大学図書館共通のプログラムや処理手順はなく、機関によって個別開発している時代だった。千葉大学では、同時期に同一機種を導入した鹿児島大学、横浜国立大学と同一のソフトウェアを採用し、未作成の部分は横国大と共同開発することになった。当初導入したハードウェアでは漢字処理とネットワーク接続ができなかったため、1984年（昭和59年）から機種更新の予算申請を開始し、これと同時に千葉大学情報処理センターと協力して学術情報システムを構築。図書館では学術情報データベースの作成と更新にあたり、情報処理センターの機器を開放してデータベース内の検索を可能にした。学内LANの構築も進めた。
学内LANを利用したサービスとして、工学部電気電子工学科池田研究室（池田宏明、檜垣泰彦）らにより、情報処理センターのホストマシンにOPAC（蔵書検索システム）が構築された。1986年（昭和61年）には雑誌検索の "LISIC"（Library Information Retrieval System in Chiba University）、1989年（昭和64年）には図書検索の "LISICB" がそれぞれ公開されたが、1993年（平成5年）、図書データ特性の異なる新システムへの移行にともなって新たなOPACが必要になり、"CULIS"（Chiba University Library Information Service）が池田研究室によって開発された。当時はUnix系のワークステーション（EWS4800/330）を用いてgopherサーバを構築していた。1994年（平成6年）4月、千葉大学附属図書館は日本の図書館として初めてWorld Wide Webを利用したCULISの運用を開始した。
2002年（平成14年）7月には日本初の学術機関リポジトリ計画が始動し、2005年（平成17年）2月に運用を開始。同年5月の早稲田大学に続き7月に正式公開した。名称は千葉大学学術成果リポジトリ "CURATOR"（Chiba University's Repository for Access To Outcomes of Research）とした。

## 歴代館長一覧
歴代の館長は公式サイトに掲載されている。
| 代 | 氏名       | 就任                           | 退任                       | 所属           |
| -- | ---------- | ------------------------------ | -------------------------- | -------------- |
| 1  | 大岡保三   | 1949年（昭和24年）9月26日      | 1953年（昭和28年）3月31日  | 教育学部       |
| 2  | 前田鷹衛   | 1953年（昭和28年）4月1日       | 1953年（昭和28年）10月31日 | 文理学部       |
| 3  | 吉岡俊亮   | 1953年（昭和28年）11月1日      | 1956年（昭和31年）1月31日  | 文理学部       |
| 4  | 田中康一   | 1956年（昭和31年）2月1日       | 1959年（昭和34年）1月31日  | 文理学部       |
| 5  | 山岸忠夫   | 1959年（昭和34年）2月1日       | 1960年（昭和35年）3月31日  | 文理学部       |
| 6  | 吉武好孝   | 1960年（昭和35年）4月1日       | 1964年（昭和39年）10月15日 | 文理学部       |
| 7  | 荒井栄     | 1964年（昭和39年）10月16日     | 1967年（昭和42年）3月31日  | 教育学部       |
| 8  | 緒方惟精   | 1967年（昭和42年）4月1日       | 1969年（昭和44年）7月31日  | 教養部         |
| 9  | 荻原浅男   | 1969年（昭和44年）8月1日       | 1972年（昭和47年）7月31日  | 人文学部       |
| 10 | 市原権三郎 | 1972年（昭和47年）8月1日       | 1974年（昭和49年）3月31日  | 教育学部       |
| 11 | 石田周三   | 1974年（昭和49年）4月1日       | 1976年（昭和51年）3月31日  | 理学部         |
| 12 | 三浦義彰   | 1976年（昭和51年）4月1日       | 1978年（昭和53年）3月31日  | 医学部         |
| 13 | 竹田厚太郎 | 1978年（昭和53年）4月1日       | 1980年（昭和55年）3月31日  | 教養部         |
| 14 | 沼田眞     | 1980年（昭和55年）4月1日       | 1983年（昭和58年）3月31日  | 理学部         |
| 15 | 飯田格     | 1983年（昭和58年）4月1日       | 1986年（昭和61年）3月31日  | 園芸学部       |
| 16 | 山根靖弘   | 1986年（昭和61年）4月1日       | 1990年（平成2年）3月31日   | 薬学部         |
| 17 | 宇野俊一   | 1990年（平成2年）4月1日        | 1994年（平成6年）3月31日   | 文学部         |
| 18 | 下村由一   | 1994年（平成6年）4月1日        | 1996年（平成8年）3月31日   | 文学部         |
| 19 | 山口正恆   | 1996年（平成8年）4月1日        | 1998年（平成10年）3月31日  | 工学部         |
| 20 | 土屋俊     | 1998年（平成10年）4月1日       | 2002年（平成14年）3月31日  | 文学部         |
| 21 | 草刈英榮   | 2002年（平成14年）4月1日       | 2004年（平成16年）3月31日  | 教育学部       |
| 22 | 遠藤美光   | 2004年（平成16年）4月1日       | 2005年（平成17年）3月31日  | 専門法務研究科 |
| 23 | 土屋俊     | 2005年（平成17年）4月1日：再任 | 2007年（平成19年）3月31日  | 文学部         |
| 24 | 西村靖敬   | 2007年（平成19年）4月1日       | 2011年（平成23年）3月31日  | 文学部         |
| 25 | 竹内比呂也 | 2011年（平成23年）4月1日       |                            | 文学部         |